# NGC 4680
NGC 4680 (również PGC 43118) – galaktyka spiralna (S/P), znajdująca się w gwiazdozbiorze Panny. Odkrył ją John Herschel 27 maja 1835 roku.
W galaktyce tej zaobserwowano supernową SN 1997bp.